# Pièce de 1 franc de Gaulle
Pour les articles homonymes, voir 1 franc.
L'émission de la pièce de un franc français commémorant de Gaulle date de 1988.
La pièce, gravée par Émile Rousseau (né en 1927, graveur général de la Monnaie de Paris d'avril 1973 à février 1994), est en nickel. D'un diamètre de 2,4 cm, elle pèse environ 6 grammes.
Plus de 49 millions d'exemplaires ont été mis en circulation, ce qui l'a rendu assez courante.
Cependant deux variétés existent dans le type courant, celui qui est présenté en photo, et la variété dite sans différents plus rare et bien appréciée des collectionneurs.
Il y a une pièce sans le point entre les 2 dates (a priori un défaut dans l'outil de frappe).

## Frappes
| millésime | tirage     | remarques               |
| --------- | ---------- | ----------------------- |
| 1988      | 1 850      | essai                   |
| 1988      | -          | variante sans différent |
| 1988      | 49 908 000 | frappe courante         |